# البريكة (محافظة خليص)
البريكة قرية سعودية، تتبع محافظة خليص بمنطقة مكة المكرمة. تقع في شمال شرق مدينة جدة بمسافة نحو (90) كم.